# Lado Jakša
Lado (Ladislav) Jakša, slovenski skladatelj, saksofonist in fotograf, * 25. september 1947, Ljubljana.
Po končani srednji glasbeni šoli (klarinet in klavir) je leta 1973 diplomiral iz umetnostne zgodovine na Filozofski fakulteti v Ljubljani. V glavnem ustvarja improvizacijsko, eksperimentalno, in glasbo v stilu jazza. Deluje kot svobodni umetnik in komponira glasbeno opremo za film, gledališče, televizijo, radijske igre. Pogosto svojo koncertno dejavnost zasnuje kot edini nastopajoči na odru, v kombinaciji s sintetičnimi zvoki in svojimi fotografijami.
Bil je član eksperimentalne skupine Salamander, ki sta jo ustanovila Milan Dekleva in Tomaž Pengov (člani: Bogdana Herman, Matjaž Krainer, Sašo Malahovsky, Jerko Novak, Božidar Ogorevc, Meta Stare in Metka Zupančič) in skupine Sedmina. S skupino Salamander, ki od januarja 2019 ponovno deluje, sodeluje v sestavi Milan Dekleva, Bogdana Herman, Jerko Novak in Božidar Ogorevc.